# ديفيد روزغوني
ديفيد روزغوني ولد عام 1976 في ليبيا، هو مؤلف أمريكي مجري ورحالة عالمي.

## النشأة
ديفيد روزغوني ولد عام 1976 في ليبيا، لأبوين تيبور، روزغوني، أستاذ و مهندس تعدين، وأغنيس سومكوتي روزغوني، رسامة بورتريه. كان كلا الوالدين مواطنين مجريين، وانتقلت العائلة من ليبيا إلى ألمانيا الغربية (آنذاك) قبل أن تنتقل إلى سوكورو، نيو مكسيكو، الولايات المتحدة الأمريكية وبعد ذلك إلى بريان، تكساس، الولايات المتحدة الأمريكية، حيث تم تجنيس الأسرة كمواطنين أمريكيين في عام 1986. في عام 1990، انتقلت العائلة إلى ولونجونج، نيوساوث ويلز، أستراليا، حيث عاشوا حتى عام 1994. في عام 1994، انتقل روزغوني إلى سيدني، حيث التحق بجامعة سيدني للحصول على شهادة في علم النفس. ومع ذلك، عندما قررت العائلة الانتقال إلى دنفر، كولورادو، بعد عام واحد، انتقل روزغوني إلى جامعة ولاية كولورادو في فورت كولينز، كولورادو، حيث عاش من عام 1996 حتى عام 2007. ولديه أخ غير شقيق، لازلو سيجيتي، وهو مدير متقاعد لمنجم فحم ألماني.

## من كتاباته
أشجار الماعز: حكايات من الجانب الآخر من العالم، مجموعة من القصص القصيرة.
روزغوني هو مؤلف كتاب "أشجار الماعز: حكايات من الجانب الآخر من العالم" وهو عبارة عن مجموعة من القصص القصيرة المكتوبة في أماكن متنوعة مثل كمبوديا والمجر واليابان وجنوب المحيط الهادئ والصين وشمال أفريقيا. لاقت المجموعة استحسانًا كبيرًا.   تم أيضًا إدراج المجموعة في القائمة الطويلة لجائزة كتاب المؤمن لعام 2006.
رواية اثنان دولفين: هي نقد ما بعد الاستعمار واستغلال الغرب للشرق في كمبوديا، ويتم سردها من خلال فحص التفاعلات بين قرية بيئية وقرية خميرية تقليدية. فازت المخطوطة غير المكتملة بزمالة فنون فورت كولينز الخيال الحي (2007).

## الملاحظات
1. ↑  "مراجعة Bookslut" . فاسقة الكتب. يوليو 2006.
2. ↑  "مراجعة الحبر 19 ؛ بوميروي ، بوب" . الحبر 19. يونيو 2006.
3. ↑  "California Bookwatch، المجلد 1، رقم 3" . مراجعة كتاب الغرب الأوسط. مايو 2006.
4. ↑  "جوائز مجلة Believer لكتاب العام" . مجلة المؤمن. 2006.
5. ↑  "زمالات الفنون الحية 2007" . الغرفة التجارية لمنطقة فورت كولينز. 18/06/2007.[ رابط ميت دائم ]